# Nacionalistes d'Esquerra
Nacionalistes d'Esquerra (NE; en español: Nacionalistas de Izquierda) fue un movimiento político español de ámbito catalán formado en 1979 por grupos y personalidades de tendencia independentista y la colaboración de sectores de PSAN, Bandera Roja o el Partit del Treball de Catalunya. Su estructura era asamblearia, y reivindicó el derecho de autodeterminación en un marco confederal, al tiempo que se definía como socialista y nacional-popular y englobó agrupamientos ecologistas, feministas, LGTB, de jóvenes, etc. Sus miembros más representativos fueron Jordi Carbonell Jordi Vilanova, Maria Mercè Marçal, Josep Maria Espinàs, Magda Oranich, Avel·lí Artís-Gener y Armand de Fluvià.

## Historia
El partido tiene su origen en dos iniciativas paralelas que surgen entre los años 1977 y 1978 para unir la Izquierda independentista catalana la primera es el Grup Gabriel Alomar cuyos rostros más visibles fueron Vicent Ventura, Max Cahner y Jordi Carbonell y la  otra es el Club de debat Ramon Muntaner que tenía como referentes a Miquel Tarradell, Miquel Vilar y Miquel Sellarès. Ambos grupos impulsan la candidatura al Senado de España de Josep Benet en las elecciones generales de 1979, ya que el BEAN presenta únicamente al occitanista Enric Garriga i Trullols como candidato en Provincia de Barcelona. El programa redactado recibió el apoyo de algunos miembros del PSAN y del FNC. Paralelamente el PSAN intenta reagrupar a la Izquierda Independentista desde dos organizaciones: La primera en el ámbito de representantes institucionales municipales con  la Coordinadora de Batlles i Regidors Nacionalistes, Independents d'Esquerres, que reúne unos 70 concejales tanto del PSAN del FNC, como independientes, que realizara tarea de reflexión municipal y comarcal y apostara por una candidatura unitaria para el siguiente ciclo electoral. La otra es la Coordinadora d’Esquerra d’Alliberament Nacional que junto a su antiguos compañeros del BEAN realiza una activa campaña contra Estatuto de autonomía de Cataluña de 1979 por considerarlo insuficiente, en parte por los recortes que hizo el gobierno central .
Tras la manifestación del 11 de septiembre de 1979 convocada por la izquierda independentista, en la que participaron unas 20.000 personas, surge la primera propuesta de NE con el nombre de Candidatura contra el desencant avalada por Max Cahner y Jordi Carbonell, Miquel Sellarès y Josep Maria Espinàs que da lugar al grup d’independents nacionalistes d’esquerra que redactan un programa provisional. En un primer momento se intenta presentar como candidato a la Generalitat a Josep Benet, pero este lo rechaza por encabezar la candidatura del PSUC a esas elecciones  esta iniciativa es respaldada por algunos representantes de la Coordinadora de Batlles i Regidors Nacionalistes, Independents d'Esquerres. Según Carbonell intentan crear una opción nueva para los desencantados y a su vez una alternativa tanto a un PSC-PSOE que se ve supeditado a la dirección central del PSOE y a Pujol (y a una ERC que se está acercando hacia aquel) que es percibido como al servicio de las elites económicas locales. Carbonell contacta con militantes y exmilitantes del BCT y el PSAN para añadirlos al proyecto. Mientras el Grupo eligió un secretariado provisional formado por Albert Abril, Jaume Fuster, Josep Ferrer, Josep Maria López Llaví, Marc Palmés i Giró, Enric Pedrosa, Miquel Peiró, Jordi Vilanova y Martí Metge. El núcleo recibe más adhesiones, se prepara una asamblea preliminar el 1 de diciembre, donde se da su análisis de la situación política catalana y se justifica el porque la nueva organización surge .
El 16 de diciembre de 1979 celebró su Asamblea fundacional en la Alianza del Pueblo Nuevo, con un millar de asistentes, entre ellos Josep Huguet (PSAN), Joan Oms (Col·lectiu Comunista Català), Jordi Caupena (FNC), Miquel Peiró, Josep Maria Espinàs y Jordi Carbonell, donde se aprueban los seis puntos básicos del manifiesto de NE:
1. Afirmación del derecho de autodeterminación y soberanía de Cataluña en el marco de los Países Catalanes
2. Planteamiento de una alternativa popular que defendiera a los trabajadores, las mujeres, etc.
3. Ruptura con el sistema reformista de la transición española
4. Constituir un movimiento de base, asambleario para dar fuerza al partido
5. Solidaridad con todos los pueblos que luchan por su liberación
6. Defensa de todos los que son represaliados a causa de las reivindicaciones nacionales

Entre los objetivos mínimos del partido se marcaron la ruptura tanto con el marco constitucional español y con el marco, el reconocimiento del derecho de autodeterminación y el derecho a la federación de los diferentes Países Catalanes, abolición de las provincias, reconocimiento del catalán como única lengua oficial y competencias plenas en Parlamento de Cataluña y en las nuevas instituciones catalanas.En el manifiesto también se hace un análisis de la situación política del país: Según los redactores del manifiesto Cataluña vivía una doble crisis nacional y económica y que los partidos mayoritarios al no querer abordar de un modo adecuado esas crisis, por seguidismo hacia el gobierno central creaban desafección y que era deber de todos revertir esa situación.
La intención de los fundadores era organizar un movimiento unitario que reuniera todo el independentismo catalán de izquierda y que funcionara de manera seria y eficiente.Las direcciones del PSAN, CCC y FNC suscriben un manifiesto de apoyo a la nueva organización a finales de diciembre de aquel año, pero tanto el PSAN como el FNC estaban divididos. El 13 de enero de 1980 en Vinaroz el PSAN sufrió una escisión entre los moderados, partidarios de trabajar dentro del nuevo movimiento y apostar por la participación institucional (Josep Huguet y Francesc Codina), y el sector contrario (Josep Guia). Guia era partidario de poner condiciones a la participación en la nueva organización y al no ser aceptadas rechaza entrar en la organización. El 2 de febrero un congreso extraordinario del Frente Nacional de Cataluña (FNC) en Villafranca del Penedés, decidió apoyar en contra de la opinión del reciente secretario general de la organización de Jordi Caupena (que era partidario de apoyar únicamente una coalición BEAN-NE). El sector encabezado por Francesc Espriu, Antoni Malaret y Josep Guillem se integra en la nueva organización. Previamente en noviembre de 1979 de su anterior secretario general Jordi Casas-Salat, que aunque  había creado vínculos con el PSAN, también fue con Esquerra en las elecciones de 1979, disconforme tanto en la forma y el fondo de la creación de la nueva organización, se desvinculaba del FNC y se acercaba a ERC. El Col·lectiu Comunista Català (CCC), liderado por Joan Oms se integra en la nueva organización también se incorporaron, así como también los exmilitantes del PSAN del Bloc Català de Treballadors encabezados por Josep Lluís Carod-Rovira, Josep Ferrer y Joan Armet. También consigue militantes entre independientes procedentes de los movimientos sociales como el ecologismo, antimilitarismo, el movimiento gay y lésbico y feminismo, así como intelectuales y artistas cercanos al independentismo como Jordi Carbonell, Maria Mercè Marçal, Lluís Llach, Maria Àngels Anglada, Joan Oliver, Avel·lí Artís-Gener, Josep Maria Espinàs y Armand de Fluvià. La nueva organización se extiende con velocidad por el territorio catalán y en menos de dos meses un buen número de asambleas locales están constituidas
.
Como era la intención la organización se presenta a las elecciones al Parlamento de Cataluña de 1980, pero a pesar de los intentos de distintos grupos y personas del entorno de ambas organizaciones para formar un bloque único sin éxito NE sufrían el competencia del Bloc d'Esquerra d'Alliberament Nacional (BEAN) por las tiranteces personales y políticas de los miembros de las dos organizaciones. Para financiarse la nueva organización recurrió tanto a créditos personales de sus miembros, como a la venta de mercadería  propia (esencialmente unas Aucas que Joan Oliver ponia los versos y Tinser los dibujos). El 18 de marzo se celebró un gran mitin de campaña con las actuaciones de Celdoni Fonoll y Lluís Llach y el apoyo de políticos de los como Vicent Andrés i Estellés, Eliseu Climent, Biel Oliver, Sebastià Serra y Pere Jofre (Partido Socialista de Mallorca), Josep Maria Llompart, Isidor Marí Mayans, Miquel Mayol (Esquerra Catalana dels Treballadors), Andreu Murillo Tudurí (Partit Socialista de Menorca) y Vicent Ventura. La buena asistencia a ese acto, los apoyos que recibió (a lo que se une un manifiesto encabeza por Estelles Pedrolo y Oliver recomendando el voto para la organización) y las buenas sensaciones que estaba dando la campaña, daban una buena impresión y se creía que se podía entrar en el Parlament, a pesar de la hostilidad que recibía tanto del BEAN como de los sectores de FNC y PSAN que no se integraban en la organización, con manifiestos y contra-manifiestos. y acusaciones y reproches entre sectores separados.
El resultado fue mediocre para la organización: 44.798 votos que son 1,66% de los votos válidos totales, supuso una gran decepción. La dirección atribuyó la falta de votos al poco tiempo con que se prepararon las elecciones, la capacidad de ERC por su trayectoria para canalizar el voto dual, la escasez de recursos monetarios y humanos con capacidad, no ir unidos con el BEAN y hostilidad de los restos del PSAN y FNC. Pero a su vez la dirección reconoce que se ha dado pasos para darse a conocer a la ciudadanía, que el proyecto no era efímero y que después de las elecciones recibía nuevos militantes . 
El 1 de junio se renovó las direcciones del partido En julio de 1980 deciden participar en diversas campañas populares(campaña antinucleares, contra la entrada en la OTAN para mantener la dinámica del movimiento para continuar la labor ya realizada, a pesar de la falta de medios económicos y crear y fortalecer lazos con otras fuerza políticas. También el partido apoya tarea de los Comitès de Solidaritat amb els Patriotes Catalans, el secretariado de la organización emite un comunicado condenando el 10 de julio por la detención de Eva Serra, su hermana Blanca Serra i Puig y Raimon Martínez por colaborar con ETA,. Pero según la tesis de Roger Buch la organización ve que la lucha anti-represiva es utilizada para obtener réditos por parte de gente que esta hacia su izquierda y se desengancha de esta. Aunque cuando sus militantes sean detenidos por delitos de terrorismo como en diciembre de 1980, a raíz del asalto al cuartel de Berga por parte de un comando de ETA político-militar apoyaran a los cuatro miembros de NE detenidos por dicha acción, pero también se declararon contrarios a las acciones terroristas de ETA en Cataluña..
Otras actividades que realiza ese año son las manifestaciones propias que realiza en las fechas cercana al 11 de septiembre, la organización se desmarca de las manifestaciones unitarias al considerarlas que proponían una reivindicación abstracta e ínter-clasista. Sus actos tienen una notable asistencia de público, incluido el mitin central que se realiza en la Plaza del Rey (Barcelona) en la tarde del 11 de septiembre. Intentará también llegar a un acuerdo de unificación con el BEAN, pero aquel tiene demasiados resquemores y a pesar de la opinión de NE que son escasas las diferencias la unión de ambas organizaciones no se realizará. Con las elecciones sindicales de ese año la organización consta la necesidad de crear una conciencia nacional y combativa entre la clase trabajadora catalana, valorando presentarse en cada lugar de trabajo a las elecciones sindicales. El partido realiza una asamblea obrera el 27 de septiembre para debatir sobre la cuestión sindical. En ese año se funda la Confederació Sindical de Treballadors de Catalunya y militantes del partido forman parte del nuevo sindicato (Luis LLerinós concejal por el PSAN en Malgrat de Mar llegara a ser su secretario general). También el partido apoyará las reivindicaciones de un mejor estatuto para la comunidad valenciana.  
El 1981 con el golpe de Estado del 23 de febrero. El partido apoya las instituciones democráticas, pero también critica las llamadas a la no movilización por parte de las instituciones y reclama la detención de todos los implicados en la intentona y que las condiciones para la rendición de los alzados se hagan públicas.Poco después en marzo surgen un par de hechos que movilizarán a parte de la sociedad catalana: El 12 de marzo un grupo de intelectuales castellano-hablantes, encabezados por Federico Jiménez Losantos y Amando de Miguel, publican en el Diario 16 el Manifiesto de los 2.300 en donde denuncia la situación de inferioridad y la persecución que sufre el español. Y al día siguiente el Consejo de Ministros daba los primeros pasos de la LOAPA. El partido se mueve rápido y el día 18 celebra un acto ante unas 2000 personas en el Paraninfo de la Universidad de Barcelona para protestar por esos hechos que generara el Manifiesto en defensa de la lengua, la cultura y la nación catalana que será asumido por un millar de asociaciones y que será el inicio de la Crida a la Solidaritat. Militantes de la organización llevaron el peso de la creación de la nueva entidad junto a gentes vinculadas al Centro Internacional Escarré para las Minorías Étnicas y Nacionales como Ángel Colom y Aureli Argemí. Por Sant Jordi la organización hace un llamamiento a un amplio movimiento popular para contrarresta el evidente peligro de involución que la organización avista. La organización estará presente en el acto que se realizó en Camp Nou el 24 de junio para apoyar la campaña Som una nació. En otro orden de cosas apoyará y se implicara en las protestas vecinales contra la subida del transporte público en Barcelona, apoyará la candidatura de sus compañeros Esquerra Catalana dels Treballadors para las Elecciones legislativas de Francia de 1981. Anteriormente en un documento presentado en Marzo examinando la situación de la televisión en catalán y su escasez (unicamente existía TVE y unicamente emitía programación propia en catalán en las interrupciones vespertinas de La 1 y en desconexiones)  y reclamando una televisión pública en catalán libre de presiones empresariales y politicas y controlada por la ciudadanía. La organización renueva su dirección en una reunión de consejo político el 18 de Junio dando un puesto en esta a un representante de los ex-miembros del Partit del Treball de Catalunya que se integraban en la organización.    El 11 de septiembre de 1981 con la Crida convocaron 100.000 personas. El 4 de diciembre se manifestaron contra la detención de Pere Anguera y otros independentistas de acusados de pertenecer a la banda terrorista Terra Lliure.
En 1982 el grueso del Bloc Català dels Treballadors se integró en NE[cita requerida]. Para las elecciones generales de ese año propusieron constituir un bloque de unidad popular y nacional, aunque un sector era contrario a participar en estas. Mantienen contactos con la LCR, ERC, Josep Benet y Felip Solé y organizan manifestaciones contra la LOAPA. Los cabezas de lista eran Jordi Carbonell, Magda Oranich y Joan Josep Armet por Barcelona. Los resultados, aún más decepcionantes.
Sin embargo, el candidato al Senado de España por Barcelona Avel·lí Artís-Gener obtuvo 69.692 votos; los otros candidatos sin embargo al Senado (Joan Culleré por Lérida, y Joan Rendé por Tarragona) no llegaron a los 5.000 votos. Estos malos resultados provocaron malestar en las bases, ya que algunos no habían sido partidarios de participar en las elecciones generales y otros lo eran de hacerlo en coalición con otras fuerzas políticas.
Con todo, se presentó a las elecciones municipales de 1983. Su programa municipal reclama aportar soluciones progresistas a los problemas locales, potenciar la autonomía municipal, aumentar recursos y atribuciones a los ayuntamientos y la participación ciudadana mediante asambleas populares o consejos municipales; finalmente obtuvo unos 100 concejales. Durante 1983, además, mantuvo contactos con otros partidos nacionalistas como la Unión Democrática Bretona, el Partido Nacional Escocés, Euskadiko Ezkerra, LAIA, el Bloque Nacionalista Galego, el Sinn Féin, el MIR, la OLP, el Frente Polisario o el Mouvement pour l'autodétermination corso.
En diciembre de 1983 insiste en formalizar un pacto nacional de izquierdas, de cara a las elecciones autonómicas de 1984 y renovó contactos con ERC y PSUC, que contaron con apoyo de Felip Solé, Josep Dalmau, Montserrat Roig y Manuel de Pedrolo, entre otros.
Dentro ERC el llamado sector renovador, encabezado por Jaume Nualart era partidario de pactar con NE, mientras que el secretario de organización Heribert Barrera era contrario. Cuando este sector fue excluido del partido se presentaron a las elecciones al Parlamento de Cataluña de 1984 con las siglas Entesa de l'Esquerra Catalana.
El 17 de junio de 1984 NE se disuelve y se constituyó en Entesa de l'Esquerra Catalana, que en 1985 formó Entesa dels Nacionalistes d'Esquerra, junto con el sector renovador de ERC. Una parte del partido, encabezada por Joan Oms y Armand de Fluvià, se opuso y formó el Moviment d'Esquerra Nacionalista.

## Resultados electorales
| Elecciones y fecha                           | Votos       | %    | Diputados |
| -------------------------------------------- | ----------- | ---- | --------- |
| Elecciones al Parlamento de Cataluña de 1980 | 44.798 (#8) | 1,66 | 0         |
| Elecciones generales de España de 1982       | 30.643 (#9) | 0,89 | 0         |
| Elecciones al Parlamento de Cataluña de 1984 | 35.937 (#7) | 1,25 | 0         |